# (16697) 1995 CQ
(16697) 1995 CQ est un astéroïde de la ceinture principale d'astéroïdes découvert en 1995.

## Description
(16697) 1995 CQ a été découvert le 1er février 1995 à Kiyosato (Japon) par Satoru Ōtomo.

### Caractéristiques orbitales
L'orbite de cet astéroïde est caractérisée par un demi-grand axe de 2,32 UA, un périhélie de 1,90 UA, une excentricité de 0,18 et une inclinaison de 4,30° par rapport à l'écliptique. Du fait de ces caractéristiques, à savoir un demi-grand axe compris entre 2 et 3,2 UA et un périhélie supérieur à 1,666 UA, il est classé, selon la JPL Small-Body Database, comme objet de la ceinture principale d'astéroïdes.

### Caractéristiques physiques
(16697) 1995 CQ a une magnitude absolue (H) de 15,1 et un albédo estimé à 0,386.